# Canton de Brest-Recouvrance
Le canton de Brest-Recouvrance est un ancien canton français situé dans le département du Finistère en région Bretagne.

## Composition
Le canton comprenait une fraction de la commune de Brest.

## Histoire
Le canton est créé par décret du 27 février 1991 à partir du canton de Brest-II.
Il est supprimé à compter des élections départementales de mars 2015 par le décret du 13 février 2014.

## Administration
| Période | Période | Identité       | Étiquette | Qualité |
| ------- | ------- | -------------- | --------- | --- |
| 1992    | 1998    | Pierre Maille  | PS        | Agrégé de sciences physiques Maire de Brest (1982-1983 et 1989-2001) Président du Conseil général (1998-2015) Ancien conseiller général du Canton de Brest-II |
| 1998    | 2011    | Yves Ménesguen | PS        | Conseiller municipal de Brest |
| 2011    | 2015    | Marie Gueye    | PS        | Mère au foyer Conseillère municipale de Brest déléguée au sport et quartiers Elue en 2015 dans le Canton de Brest-2                                           |

## Démographie
| 1999   | 2006   | 2011   | 2012   |
| ------ | ------ | ------ | ------ |
| 16 521 | 15 798 | 15 717 | 15 644 |